# Serapio Múgica Zufiria
Serapio Múgica Zufiria (Ormáiztegui, 1854-San Sebastián, 1941) fue un historiador y archivero español. Su obra como historiador se apoyó en los abundantes materiales encontrados en el desarrollo de su labor archivística. Su trabajo en el campo de la archivística derivó del nombramiento de Inspector de Archivos Municipales de Guipúzcoa que en 1893 le otorgó la Diputación Guipuzcoana. Los Ayuntamientos de San Sebastián e Irún le dedicaron una calle y la Diputación de Guipúzcoa le nombró cronista e hijo distinguido de Guipúzcoa.

## Biografía
Nació en la localidad guipuzcoana de Ormáiztegui en 1854. A los diez meses de edad quedó huérfano a causa de la epidemia de cólera de 1855. Comenzó estudios en la Universidad de Zaragoza de derecho y notaría que no llegó a terminar a causa de la segunda guerra carlista, donde participó por el bando carlista. En su actividad profesional pueden destacarse dos facetas: archivero e historiador; ambas muy ligadas entre sí.
Su trabajo en el campo de la archivística deriva del nombramiento de Inspector de Archivos Municipales de Guipúzcoa que en 1893 le otorgó la Diputación Provincial. Esta circunstancia le llevó a realizar una ingente obra de ordenación de los archivos de Cestona, Aizarnazábal, Astigarraga, San Sebastián, Éibar, Rentería, Ezquioga-Ichaso, Fuenterrabía, Irún, Oyarzun, Villafranca de Ordizia, Zumaya y Zumárraga. El trabajo que realizó, los índices que confeccionó y el cuadro de clasificación archivística estuvieron vigentes durante todo el siglo XX y aún en los principios del XXI.
Su obra como historiador se apoyó en dos pilares: su gran erudición y los abundantes materiales encontrados en el desarrollo de su labor archivística. Estuvo vinculado a Eusko-Ikaskuntza (Sociedad de Estudios Vascos) y fue académico correspondiente de la Real Academia de la Historia; Oficial de Academia, de Francia; cronista e hijo distinguido de Guipúzcoa y los Ayuntamientos de San Sebastián e Irún le dedicaron una calle.
Murió en San Sebastián el 16 de marzo de 1941.

## Publicaciones
Entre sus publicaciones destacan: Curiosidades Históricas sobre San Sebastián (1898), Alarde de San Marcial de Irún (1901), Monografía Histórica de la Villa de Irún (1903), El blasón de Guipúzcoa (1915), Las calles de San Sebastián (1916) y el tomo dedicado a la provincia de Guipúzcoa dentro de la Geografía general del País Vasco-Navarro. A todo ello se suman varios centenares de artículos en revistas como Euskal-Erria, Yakintza, Euskalerriaren Alde, Euskal Esnalea, Aranzazu y Revista Internacional de Estudios Vascos.